# Ponte (Olaszország)
Ponte község (comune) Olaszország Campania régiójában, Benevento megyében.

## Fekvése
A megye északi részén fekszik. Határai: Casalduni, Fragneto Monforte, Paupisi, San Lorenzo Maggiore, San Lupo és Torrecuso.

## Története
A település első említése 980-ból származik. A következő századokban nemesi birtok volt. A 19. század elején, amikor a Nápolyi Királyságban felszámolták a feudalizmust előbb Casalduni része lett, majd 1892-ben Paupisihez csatolták. Önálló községgé 1913-ban vált.

## Népessége
A népesség számának alakulása:

## Főbb látnivalói
- Santissimo Rosario-templom
- Sant’Anastasia-apátság
- San Dionigi-kápolna